# Adagooru, Belur
Adagooru là một làng thuộc tehsil Belur, huyện Hassan, bang Karnataka, Ấn Độ.